# فيسنتي رودريغيز
فيسنتي رودريغيز غولين (بالإسبانية: Vicente Rodríguez Guillén) (مواليد 16 يوليو 1981 في بلنسية - إسبانيا) لاعب كرة قدم إسباني يلعب حاليا لصالح نادي الدرجة الأولى فالنسيا الإسباني منذ 2000 في مركز الجناح الأيسر .

## روابط خارجية
- فيسنتي رودريغيز على موقع الاتحاد الدولي (مؤرشف)  (الإنجليزية)
- فيسنتي رودريغيز على موقع الاتحاد الأوربي (الإنجليزية)
- فيسنتي رودريغيز على موقع قاعدة بيانات كرة القدم.إي يو (الإنجليزية)
- فيسنتي رودريغيز على موقع ناشيونال فوتبول تيمز (الإنجليزية)
- فيسنتي رودريغيز على موقع Soccerbase.com (لاعب) (الإنجليزية)
- فيسنتي رودريغيز على موقع Soccerway.com (الإنجليزية)
- فيسنتي رودريغيز على موقع عالم كرة القدم.نت (الإنجليزية)
- فيسنتي رودريغيز على موقع كووورة